# Зелёный (Мордовия)
 Зелёный — поселок в составе  Пайгармского сельского поселения Рузаевского района Республики Мордовия.

## География
Находится недалеко от железнодорожной линии Зубова Поляга-Рузаевка на расстоянии примерно 8 км на запад по прямой от районного центра города Рузаевка.

## Население
Постоянное население составляло 29 человек (русские 72%, мордва 28%) в 2002 году, 31 в 2010 году.